# Елена Звёздная
Елена Звёздная — современная российская писательница, автор книг в жанре «любовного юмористического фэнтези».

## Биография
Елена Звёздная — это псевдоним, настоящее имя писательницы не известно. Родилась 22 ноября 1981 года. Замужем, воспитывает двух дочерей. Раннее творчество можно найти под псевдонимом «Туманная ведьма».
Писать книги Елена начала во время работы журналистом. Дебютной книгой автора стала «Танцующая в ночи», представленная в 2009 году на сайте «Самиздат». В том же году Елена Звёздная стала работать над циклом «Приключения наемницы Хелл», который, со слов автора, является главным её литературным трудом, но произведения из этого цикла стали появляться в печати не сразу.
В марте 2021 года «ЛитРес» проанализировал статистику продаж цифровых книг среди женской аудитории за последние 10 лет. Среди наиболее продаваемых книг у женщин лидирует Елена Звездная, работающая в жанре любовного юмористического фэнтези.

## Творчество
Елена получила два высших образования — по специальностям «история» и «психология». По её словам, первое образование позволяет ей создавать социо-экономические модели в её мирах, а второе — детально и правдоподобно прописывать психотипы персонажей. Елена Звездная пишет в разных жанрах и стилях — от юмористической фантастики до антиутопии. Книги автора имеют ярко выраженную целевую аудиторию — женскую, критики оценивают её стиль как «бойкий и ироничный».
Писательница издала более двадцати пяти романов, среди которых — серия «Академия проклятий», серия «Право сильнейшего», серия «Мертвые игры», серия «Терра».
Первым изданным на бумаге произведением стал любовный роман «Всего один поцелуй», напечатанный в издательстве «Центрполиграф» в 2011 году. После дебюта стала сотрудничать с издательством «Альфа-книга», где вышли в печать книги: «Академия Ранмарн» (2011 г.), «Хелл. Приключения наемницы» (2011 г.), «Хелл. Обучение наемницы» (2012 г.).
Начиная с 2012 года Елена работает с издательством «Эксмо», в котором издано более 20 книг писательницы. С 2014 года издательство «Эксмо» приступило к изданию цикла писательницы «Академия проклятий», состоящего из восьми книг и ставшего известным за два года до печатного издания. Тиражи книг Елены Звёздной по данным, опубликованным на сайтах издательств, составили более 95 000 экземпляров, по другим источникам превышают 300 000 экземпляров. Постоянно издаются дополнительные тиражи книг Елены Звездной, они выходят так же в онлайн версиях. По книгам писательницы создан тест «На какую героиню Елены Звёздной вы похожи», который публиковался в журнале «Отдохни» и на сайте издательства «Эксмо». В 2016 году в издательстве «Эксмо» начала выходить новая персональная серия Елены — «Звёздное настроение», первый роман которой называется «Настоящая Чёрная ведьма».

## Критика
Творчество Елены вызывает совершенно разнообразные отклики у читателей и критиков — «У этого автора столько негативных отзывов и столько недоброжелателей, что просто удивляешься. Если проводить аналогию, то Звездная Елена — это та же Дарья Донцова, только для мира романтического и юмористического фэнтези. Звездная похожа на Дарью Донцову в сфере творчества, причем обе эти писательницы достаточно востребованы. Но как любители детективов стесняются признать, что „подсели“ на книги Донцовой, так и фанатки фантастики не хотят озвучивать свое пристрастие к творчеству Звездной Елены. Почему только фанатки? Все-таки Звездная Елена пишет для девушек, и это видно в каждой строчке». Некоторые рецензенты предлагают продавать её книги в аптеках на полке с новопасситом, в число любителей творчества Елены Звёздной входят не только сетевые читательницы, но и библиотечные работники.

## Награды и премии
- Конкурс сайта LiveLib.ru «Выбор читателей 2014». 1-е место в суперфинале книга «Все ведьмы — рыжие» в конкурсе «Выбор читателей 2014»[20]
- Конкурс сайта LiveLib.ru «Выбор читателей 2015». 2-е место в суперфинале книга «Академия Проклятий. Урок третий: Тайны бывают смертельными» в конкурсе «Выбор читателей 2015»[21]
- Конкурс сайта LiveLib.ru «Выбор читателей 2016». 1-е место в суперфинале книга «Настоящая чёрная ведьма» в конкурсе «Выбор читателей 2016»[22]
- Фантаст года 2017 — премия за наибольшие тиражи[23], присуждаемая совместно с издательством «Эксмо» на конвенте «РОСКОН» — международной литературной конференции по вопросам фантастики.[24][25].